# Клиновський Дмитро Степанович
Дмитро Степанович Клиновський (нар. 1894, селище Хиславичі Могильовської губернії, тепер Смоленської області, Російська Федерація — розстріляний 26 серпня 1937) — радянський партійний діяч, 1-й секретар Миколаївського міського комітету КП(б)У. Член ЦК КП(б)У в січні 1934 — травні 1937 р. Кандидат у члени ЦК КП(б)У в червні — липні 1937 р.

## Біографія
Член РСДРП(б) з 1913 року.
Учасник Громадянської війни в Росії. У серпні — вересні 1918 року і у січні — травні 1919 року — голова Могильовської губернської надзвичайної комісії (ЧК). У жовтні 1919 року деякий час перебував у в'язниці.
У 1923—1924 роках — народний комісар праці Кримської АРСР. У 1924—1925 роках — народний комісар робітничо-селянської інспекції Кримської АРСР і голова Кримської обласної контрольної комісії РКП(б).
У 1933—1934 роках — секретар Одеського обласного комітету КП(б)У.
Одночасно, в 1933—1936 роках — 1-й секретар Миколаївського міського комітету КП(б)У Одеської області.
До липня 1937 року — завідувач відділу торгівлі Одеського обласного комітету КП(б)У.
24 липня 1937 року заарештований органами НКВС. 25 серпня 1937 року засуджений до розстрілу. Посмертно реабілітований у березні 1956 року.